# Rachid Boudjedra
Rachid Boudjedra, né le 5 septembre 1941 à Aïn Beïda, dans la région d'Oum El Bouaghi est un écrivain et poète algérien de langue française et  arabe.

## Biographie
Issu d'une famille bourgeoise, il passe sa jeunesse à Aïn Beïda, puis il commence ses études à Constantine et les poursuit à Tunis.
Dès 1959, il prend part à la lutte contre la colonisation française en Algérie. Blessé, il voyage dans les pays de l'Est, puis l'Espagne, où il est représentant du FLN.
En 1962, après l’indépendance, il retourne en Algérie et devient un étudiant syndicaliste. Il entreprend alors des études de philosophie à Alger et à Paris. Il obtient une licence de philosophie à la Sorbonne en 1965 et achève son cursus en soutenant une thèse de doctorat sur Louis-Ferdinand Céline. Il obtient également une licence de mathématiques de l'université d’Alger. Il se destine ensuite à l’enseignement (Blida), mais en 1965, après la prise du pouvoir par Houari Boumédiène, il quitte l’Algérie. Interdit de séjour pendant plusieurs années, car il faisait l'objet d'une condamnation à mort, il vit d’abord en France de 1969 à 1972 où il sera professeur de philosophie au lycée de Coulommiers, puis au Maroc où il enseigne à Rabat jusqu'en 1975.
En 1977, il devient conseiller pour le ministère de l'Information et de la Culture. Il participe à la rubrique culturelle de la revue hebdomadaire Révolution africaine. 
Il est membre de la Ligue des droits de l’homme. Il a une sœur et un frère.
En 1981, il est nommé lecteur à la SNED et enseigne à l'IEP d'Alger.
Il a reçu le Prix des Enfants terribles en 1970 pour La Répudiation, le Prix Eugène Dabit du roman populiste 1997 pour La Vie à l'endroit, et, le prix du Roman arabe pour Les Figuiers de Barbarie en 2010.

### Athéisme
À partir de 2006, Rachid Boudjedra n’a jamais caché ses convictions communistes, matérialistes et athées. En 2015, il affichait déjà clairement son athéisme. Invité à une émission de la télévision privée Echourouk TV diffusée le 3 juin 2015,  Rachid Boudjedra affirme qu’il ne croit ni en l’islam, ni en son prophète Mahomet. Il va même jusqu’à affirmer qu’il existe de nombreux Algériens athées qui n’osent pas afficher leur athéisme par peur de l’opprobre de la société.
En Algérie, l’islam est religion d’État. Sur les réseaux sociaux, ses propos ont eu des effets dès la diffusion de l'annonce de l’émission. Insultes et menaces comme soutiens se sont multipliées sur Facebook et sur Twitter et autres forums en ligne.
En juin 2017, humilié et brutalisé, de faux policiers lui ordonnent de réciter la "chahada", profession de foi de l'islam lors d'une fausse émission télé (séquence en caméra cachée) à Ennahar TV. Le lendemain, un sit-in s'est tenu dans la capitale algérienne en soutien à l'écrivain, événement marqué par la présence de Saïd Bouteflika, frère du président algérien Abdelaziz Bouteflika.

#### Soutiens
Pour autant, l'ancien consultant du ministère des Affaires religieuses Adda Fellahi pense que l'écrivain est libre, et que ses propos relèvent de sa liberté de conscience et d'expression garantie par la loi algérienne et la Constitution. De nombreux défenseurs de la liberté d’expression et de la laïcité ont également pris la défense de l'écrivain, saluant le courage de celui qui est le premier à prendre une telle position sur une chaîne de télévision.

## Islamisme
Il qualifie l’islamisme de  « fascisme vert ». 

## Filmographie
Rachid Boudjedra a écrit les scénarios d'une dizaine de films. Il est le scénariste de Chronique des années de braise (Waqa'i' sanawat ed-djamr), film algérien réalisé par Mohammed Lakhdar-Hamina, qui a obtenu la Palme d'or du Festival de Cannes 1975. En 1981, Ali au pays des mirages, film réalisé par Ahmed Rachedi, obtient un Prix spécial du jury au Festival international du film de Moscou.

## Décorations
- Ahid de l'ordre du Mérite national d'Algérie.

## Œuvres
- Pour ne plus rêver, poèmes, dessins de Mohammed Khadda, Éditions Nationales Algériennes, 1965 ; SNED, 1981.
- La Répudiation, Denoël (Lettres nouvelles), 1969  (ISBN 220728008X) ; Gallimard Folio, 1981  (ISBN 2070373266), avec une couverture de Benanteur. Prix des Enfants terribles 1970.
- La Vie quotidienne en Algérie, Hachette, 1971.
- Naissance du cinéma algérien, Maspero, 1971.
- Journal Palestinien, Hachette, 1972.
- L'Insolation, Denoël, 1972; Gallimard Folio, 1987.
- Topographie idéale pour une agression caractérisée, Denoël, 1975; Gallimard Folio, 1986.
- L'Escargot entêté, Denoël, 1977.
- Les 1001 Années de la nostalgie, Denoël, 1979; Gallimard Folio, 1988.
- Le Vainqueur de coupe, Denoël, 1981; Gallimard Folio, 1989.
- Extinction de voix, poèmes, SNED, 1981.
- Le Démantèlement, traduit en français par l'auteur, Denoël, 1982.
- La Macération, traduit en français par Antoine Moussali en collaboration avec l'auteur, Denoël, 1984.
- Greffe, poèmes, traduit en français par Antoine Moussali en collaboration avec l'auteur, Denoël, 1984.
- La Pluie, traduit en français par Antoine Moussali en collaboration avec l'auteur, Denoël, 1987.
- Journal d'une Femme Insomniaque, traduit en français par Antoine Moussali en collaboration avec l'auteur, Denoël, 1987.
- La Prise de Gibraltar, traduit en français par Antoine Moussali en collaboration avec l'auteur, Denoël, 1987.
- Le Désordre des choses, Denoël, 1991. Traduction en français par Antoine Moussali en collaboration avec l'auteur de la version originale en arabe, Faoudha al achia (éd. Bouchène, 1990).
- Fis de la haine, Denoël, 1992  (ISBN 2207239594); Gallimard Folio, 1994.
- Timimoun, Denoël, 1994; Gallimard Folio, 1995.
- Mines de rien, théâtre, Denoël, 1995.
- Lettres algériennes, Grasset, 1995; Le Livre de Poche, 1997  (ISBN 225314178X).
- Peindre l’Orient, Éd. Zulma, 1996.
- La Vie à l'endroit, Grasset, 1997; Le Livre de poche 1999. Prix Populiste 1997.
- Fascination, Grasset, 2000; Le Livre de poche 2002.
- Cinq Fragments du désert, Barzakh, 2001; Éd. de l’Aube, 2002.
- Les Funérailles, Grasset, 2003.
- Hôtel Saint-Georges, Éd. Dar El-Gharb, 2007.
- Les Figuiers de Barbarie, Grasset, 2010  (ISBN 9782246705116).
- Printemps, Grasset, 2014  (ISBN 978-2-246-80692-9).
- La Dépossession, Grasset, 2017  (ISBN 978-2-246-86187-4).
- Les Contrebandiers de l'Histoire (pamphlet), éd. Frantz Fanon, 2017.